# NMBS Type 120
De locomotieftype 120 is een type elektrische locomotief van de NMBS. Er werden in 1949 3 exemplaren gebouwd met de nummers 120.001-120.003. In 1971 werd het type 120 vernummerd in de reeks 20 en kregen de locomotieven de nummers 2001-2003. Met de komst van de nieuwe reeks 20 in 1975 werden deze locomotieven vernummerd in 2801-2803. In 1996 werd de laatste locomotief buiten gebruik gesteld. In de laatste jaren werden de locomotieven enkel nog als rangeerlocomotief gebruikt.